# Benjamín Rosales Aspiazu
Benjamín Rosales Aspiazu (Guayaquil, 1923 - Miami, 25 de marzo de 1976) fue un empresario y político ecuatoriano.
Entre los cargos públicos que ostentó se cuentan presidente del Guayaquil Tenis Club, tesorero de la Cruz Roja de Guayas, vicepresidente y presidente de la Cámara de Comercio de Guayaquil.
Ocupó el cargo de gobernador de Guayas entre 1966 y 1967, durante la presidencia de Otto Arosemena Gómez.